# Grateloupia filicina
Grateloupia filicina è un'alga rossa.

## Descrizione
Ha un colore verde violaceo intenso nei tratti basali del tallo.